# 趙隠
趙 隠（ちょう いん、生年不詳 - 881年）は、唐代の官僚・政治家。字は大隠。本貫は京兆府奉天県。

## 経歴
大和4年（830年）に父の趙存約が非命に斃れたため、趙隠は泣いて墓を守り、十数年のあいだ門戸を閉ざし読書して、召命に応じなかった。会昌年間、父の友人が権臣となり、仕官を勧めたので、趙隠はようやく召命に応じ、従事をつとめた。大中3年（849年）、進士に及第した。のちに刺史・尚書郎・給事中・河南尹・戸部侍郎・兵部侍郎を歴任し、塩鉄転運等使をつとめた。咸通13年（872年）、本官のまま同中書門下平章事（宰相）となった。中書侍郎を加えられ、礼部尚書を兼ねた。特進となり、天水県伯に封じられた。
乾符元年（874年）、宰相を退任し、検校吏部尚書・潤州刺史・浙江西道都団練観察等使として出向した。入朝して太常寺卿となり、吏部尚書に転じた。尚書左僕射を加えられた。広明2年（881年）、死去した。

## 家族
- 祖父：趙植[1][2]
- 父：趙存約（興元府従事、山南西道節度使の李絳とともに殺害された）[3][2]
- 弟：趙騭（礼部侍郎・御史中丞、華州刺史・潼関防禦・鎮国軍使）[3]
- 子：趙光逢
- 子：趙光裔（司勲郎中・弘文館学士、膳部郎中・知制誥、清海軍節度副使）
- 子：趙光胤（駕部郎中、後梁に入って顕位を歴任した）[8]

## 伝記資料
- 『旧唐書』巻178 列伝第128
- 『新唐書』巻182 列伝第107